# Perilampus parvus
Perilampus parvus är en stekelart som beskrevs av Howard 1897. Perilampus parvus ingår i släktet Perilampus och familjen gropglanssteklar. Inga underarter finns listade i Catalogue of Life.